# Diocese de Tulcán
A Diocese de Tulcán (em latim: Dioecesis Tulcanensis) é uma circunscrição eclesiástica da Igreja Católica no Equador. É uma diocese latina, sufragânea da Arquidiocese de Quito.

## História
A diocese foi erigida em 17 de março de 1965 com a bula Praegrave Ecclesiae do Papa Paulo VI, obtendo o território da Diocese de Ibarra.
O primeiro bispo da diocese foi Luis Clemente de la Vega Rodríguez, eleito em 17 de março de 1965 e consagrado em 26 de maio de 1965.

## Bispos
|                          | Nome                                | Período   | Notas                        |
| Bispos                   | Bispos                              | Bispos    | Bispos                       |
| ------------------------ | ----------------------------------- | --------- | ---------------------------- |
| 5º                       | Carlos Washington Yépez Naranjo     | 2023-     | Atual                        |
|                          | Luis Bernardino Núñez Villacís      | 2021      | Renunciou antes da ordenação |
| 4º                       | Fausto Gaibor García                | 2011–2021 |                              |
| 3º                       | Luis Antonio Sánchez Armijos S.D.B. | 2002–2010 |                              |
| 2º                       | Germán Trajano Pavón Puente         | 1989–2001 | Nomeado Bispo de Machala     |
| 1º                       | Luis Clemente de la Vega Rodriguez  | 1965–1987 | Nomeado Bispo de Ambato      |
| Administrador Apostólico |                                     |           |                              |
|                          | Vicente Danilo Echeverría Verdesoto | 2021      | Bispo auxiliar de Quito      |